# المسجد الجديد (مالاطيا)
المسجد الجديد المعروف أيضاً باسم مسجد حاجي يوسف طاش، هو مسجد يقع في مالاطيا، تركيا.
تم حرق المسجد الأصلي في حريق في سوق مالاطيا عام 1889، وتعرض لحريق آخر في عام 1890 قبل أن يتم إصلاحه. بدأت أعمال إعادة البناء في عام 1893 وتضررت من زلزال في 3 مارس 1893. استغرق الأمر حتى عام 1913 لإكمال البناء.
تم تدمير المسجد الذي تم إعادة بنائه في زلزال عام 1964 وتعرض لأضرار بالغة في زلزال تركيا-سوريا 2023.